# São Felipe
São Felipe là một đô thị thuộc bang Bahia, Brasil. Đô thị này có diện tích 197,898 km², dân số năm 2007 là 30316 người, mật độ 104,7 người/km².